# 姚孟街道 (运城市)
姚孟街道，是中华人民共和国山西省运城市盐湖区下辖的一个乡镇级行政单位。

## 行政区划
姚孟街道下辖以下地区：
姚孟村、岳坛村、南村、北南村、永安庄村、陶上村、吕儒村、壕头村、阳圈村、留家庄村、樊村和曲渠村。